# Olympische Sommerspiele 2016/Bogenschießen
Bei den XXXI. Olympischen Spielen 2016 in Rio de Janeiro wurden vom 6. August bis 12. August 2016 im Sambódromo vier Wettbewerbe im Bogenschießen ausgetragen. Sowohl bei den Frauen wie auch bei den Männern gab es je einen Einzelwettbewerb und einen Mannschaftswettbewerb. Das Wettkampfprogramm war identisch mit dem der Wettkämpfe von London 2012. Die Wettkämpfe wurden mit dem Recurvebogen ausgetragen, geschossen wurde aus 70 Meter Entfernung auf Auflagen mit einem Durchmesser von 122 Zentimetern.

## Wettbewerbe und Zeitplan
| Wettbewerbe und Zeitplan Bogenschießen | Wettbewerbe und Zeitplan Bogenschießen | Wettbewerbe und Zeitplan Bogenschießen | Wettbewerbe und Zeitplan Bogenschießen | Wettbewerbe und Zeitplan Bogenschießen | Wettbewerbe und Zeitplan Bogenschießen | Wettbewerbe und Zeitplan Bogenschießen | Wettbewerbe und Zeitplan Bogenschießen | Wettbewerbe und Zeitplan Bogenschießen |
| Wettbewerbe                            | August                                 | August                                 | August                                 | August                                 | August                                 | August                                 | August                                 | August                                 |
| Frauen                                 | 5.                                     | 6.                                     | 7.                                     | 8.                                     | 9.                                     | 10.                                    | 11.                                    | 12.                                    |
| -------------------------------------- | -------------------------------------- | -------------------------------------- | -------------------------------------- | -------------------------------------- | -------------------------------------- | -------------------------------------- | -------------------------------------- | -------------------------------------- |
| Einzel                                 |                                        |                                        |                                        |                                        |                                        |                                        |                                        |                                        |
| Mannschaft                             |                                        |                                        |                                        |                                        |                                        |                                        |                                        |                                        |
| Männer                                 | 5.                                     | 6.                                     | 7.                                     | 8.                                     | 9.                                     | 10.                                    | 11.                                    | 12.                                    |
| Einzel                                 |                                        |                                        |                                        |                                        |                                        |                                        |                                        |                                        |
| Mannschaft                             |                                        |                                        |                                        |                                        |                                        |                                        |                                        |                                        |

|  | Platzierungs- und Ausscheidungsrunden |  | Achtelfinale bis Finale |

## Ergebnisse Männer

### Einzel
| Platz | Land | Sportler               |
| ----- | ---- | ---------------------- |
| 1     | KOR  | Ku Bon-chan            |
| 2     | FRA  | Jean-Charles Valladont |
| 3     | USA  | Brady Ellison          |
| 4     | NED  | Sjef van den Berg      |
| 5     | AUS  | Taylor Worth           |
| 6     | ITA  | Mauro Nespoli          |
| 7     | KOR  | Lee Seung-yun          |
| 8     | JPN  | Takaharu Furukawa      |

Finale: 12. August 2016
Für Deutschland startete Florian Floto. Für Österreich und die Schweiz waren keine Schützen an Start. Im Vorkampf erreichte Florian Floto mit 677 Ringen den 11. Platz. In der Eliminationsrunde kam Floto dann bis in die Runde der letzten 16. Dort schied er mit 4-6 gegen den späteren Olympiasieger Ku Bon-chan aus. Im Endklassement erreichte Florian Floto den geteilten neunten Platz.

### Mannschaft
| Platz | Land | Sportler                                                         |
| ----- | ---- | ---------------------------------------------------------------- |
| 1     | KOR  | Kim Woo-jin Ku Bon-chan Lee Seung-yun                            |
| 2     | USA  | Brady Ellison Zach Garrett Jake Kaminski                         |
| 3     | AUS  | Alec Potts Ryan Tyack Taylor Worth                               |
| 4     | CHN  | Gu Xuesong Wang Dapeng Xing Yu                                   |
| 5     | FRA  | Lucas Daniel Pierre Plihon Jean-Charles Valladont                |
| 6     | INA  | Riau Ega Agatha Hendra Purnama Muhammad Wijaya                   |
| 7     | NED  | Sjef van den Berg Mitch Dielemans Rick van der Ven               |
| 8     | ITA  | Marco Galiazzo Mauro Nespoli David Pasqualucci                   |
| 9     | ESP  | Miguel Alvariño Antonio Fernández Juan Ignacio Rodríguez         |
| 9     | BRA  | Marcus D’Almeida Bernardo Oliveira Daniel Rezende Xavier         |
| 9     | MAS  | Haziq Kamaruddin Khairul Anuar Mohamad Muhammad Akmal Nor Hasrin |
| 9     | TPE  | Kao Hao-wen Wei Chun-heng Yu Guan-lin                            |

Finale: 6. August 2016

## Ergebnisse Frauen

### Einzel
| Platz | Land | Sportlerin         |
| ----- | ---- | ------------------ |
| 1     | KOR  | Chang Hye-jin      |
| 2     | GER  | Lisa Unruh         |
| 3     | KOR  | Ki Bo-bae          |
| 4     | MEX  | Alejandra Valencia |
| 5     | TPE  | Tan Ya-ting        |
| 6     | CHN  | Wu Jiaxin          |
| 7     | GBR  | Naomi Folkard      |
| 8     | KOR  | Choi Mi-sun        |

Finale: 11. August 2016 21:43 Uhr
Für Deutschland startete Lisa Unruh und für Österreich Laurence Baldauff. Für die Schweiz war keine Schützin an Start. Im Vorkampf erreichten Lisa Unruh mit 640 Ringen den 21. Platz sowie Laurence Baldauff mit 619 Ringen den 41. Platz. In der Eliminationsrunde kam Unruh dann bis in das Finale und unterlag dort Chang Hye-jin. Laurence Baldauff schied bereits in der ersten Eliminationsrunde gegen die Inderin Bombayla Laishram aus. Im Endklassement erreichte Lisa Unruh den zweiten Platz und damit die erste Einzelmedaille für einen deutschen Bogenschützen. Laurence Baldauff erreichte den geteilten 33. Platz.

### Mannschaft
| Platz | Land | Sportlerinnen                                                 |
| ----- | ---- | ------------------------------------------------------------- |
| 1     | KOR  | Ki Bo-bae Choi Mi-sun Chang Hye-jin                           |
| 2     | RUS  | Tujana Daschidorschijewa Xenija Perowa Inna Stepanowa         |
| 3     | TPE  | Lei Chien-ying Lin Shih-chia Tan Ya-ting                      |
| 4     | ITA  | Lucilla Boari Claudia Mandia Guendalina Sartori               |
| 5     | MEX  | Gabriela Bayardo Aída Román Alejandra Valencia                |
| 6     | IND  | Deepika Kumari Bombayla Devi Laxmirani Majhi                  |
| 7     | CHN  | Cao Hui Qi Yuhong Wu Jiaxin                                   |
| 8     | JPN  | Yuki Hayashi Kaori Kawanaka Saori Nagamine                    |
| 9     | BRA  | Marina Canetta Ane Marcelle dos Santos Sarah Nikitin          |
| 9     | COL  | Carolina Aguirre Ana Rendón Natalia Sánchez                   |
| 9     | GEO  | Julia Narimanidse Kristine Essebua Julia Lobschenidse         |
| 9     | UKR  | Lidija Sitschenikowa Anastassija Pawlowa Weronika Martschenko |

Finale: 7. August 2016

## Medaillenspiegel
| Platz | Land               | G | S | B | Gesamt |
| ----- | ------------------ | - | - | - | ------ |
| 1     | Südkorea           | 4 | – | 1 | 5      |
| 2     | Vereinigte Staaten | – | 1 | 1 | 2      |
| 3     | Deutschland        | – | 1 | – | 1      |
| 3     | Frankreich         | – | 1 | – | 1      |
| 3     | Russland           | – | 1 | – | 1      |
| 6     | Australien         | – | – | 1 | 1      |
| 6     | Chinesisch Taipeh  | – | – | 1 | 1      |
| Total | Total              | 4 | 4 | 4 | 12     |

## Qualifikation
Die Qualifikation für die Wettkämpfe erfolgt nach den Regeln des zuständigen Weltverbandes, der World Archery Federation (WA). 128 Startplätze werden für die Wettbewerbe grundsätzlich vergeben, jeweils 64 bei Frauen und Männern. Darunter sind sechs garantierte Quotenplätze für das gastgebende NOK sowie sechs Startplätze, welche die WA nach Abschluss der Qualifikationsphase per Einladung an NOKs vergibt, die keine Quotenplätze erreichen konnten. Es können je NOK maximal drei Frauen und drei Männer an den Wettkämpfen teilnehmen, die bei einem offiziellen WA-Turnier innerhalb des Qualifikationszeitraums eine vorgeschriebene Mindestringzahl (Minimum Qualification Score/MQS; Männer = 630 Ringe auf 70 m; Frauen = 600 Ringe auf 70 m) geschossen haben müssen.
Die verbleibenden 116 Quotenplätze werden bei verschiedenen Qualifikationsturnieren vergeben. Qualifikationsturniere sind:
- 2015 World Archery Championship (WAC)
  - WA-Weltmeisterschaften in  Kopenhagen, 26. Juli bis 2. August 2015

jeweils 3 Startplätze für Frauen und Männer für die acht besten Teams im Mannschaftswettbewerb;
jeweils 8 Startplätze für die acht besten Starter im Einzelwettbewerb, sofern nicht bereits über die Mannschaft Plätze erreicht wurden;
- Final World Team Qualification Tournament (FTQT)

jeweils 9 Startplätze;
- Continental Qualification Tournaments (CQTs)

jeweils 14 Startplätze, jeweils 3 für Europa, Afrika, Amerika und Asien sowie jeweils 2 für Ozeanien;
- Final World Individual Qualification Tournament (FIQT)

jeweils 3 Startplätze für Frauen und Männer
Als Ergebnis der Qualifikation sind Teilnehmer aus insgesamt 49 Nationen zu den Spielen zugelassen. Deutschland erreichte jeweils einen Startplatz für die Männer und die Frauen. Im Rahmen der nationalen Vergabe dieser Plätze gingen diese an Florian Floto und Lisa Unruh. Einen Startplatz für die Mannschaft konnte Deutschland nicht erringen. Österreich ist an den Wettkämpfen mit einer Starterin, Laurence Baldauff, vertreten und darf weder einen männlichen Teilnehmer noch eine Mannschaft entsenden. Die Schweiz konnte gar keine Startberechtigung für die Spiele erreichen.
| Ägypten                 | 1  |    | 1  |    | 2   |
| Aserbaidschan           | 1  |    |    |    | 1   |
| Australien              | 1  |    | 3  | X  | 4   |
| Bangladesch             | 1  |    |    |    | 1   |
| Belgien                 |    |    | 1  |    | 1   |
| Bhutan                  | 1  |    |    |    | 1   |
| Brasilien               | 3  | X  | 3  | X  | 6   |
| Chile                   |    |    | 1  |    | 1   |
| China                   | 3  | X  | 3  | X  | 6   |
| Chinese Taipei          | 3  | X  | 3  | X  | 6   |
| Deutschland             | 1  |    | 1  |    | 2   |
| Dominikanische Republik | 1  |    |    |    | 1   |
| Elfenbeinküste          |    |    | 1  |    | 1   |
| Estland                 | 1  |    |    |    | 1   |
| Fidschi                 |    |    | 1  |    | 1   |
| Finnland                | 1  |    | 1  |    | 2   |
| Frankreich              |    |    | 3  | X  | 3   |
| Georgien                | 3  | X  |    |    | 3   |
| Griechenland            | 1  |    |    |    | 1   |
| Großbritannien          | 1  |    | 1  |    | 2   |
| Indien                  | 3  | X  | 1  |    | 4   |
| Indonesien              | 1  |    | 3  | X  | 4   |
| Iran                    | 1  |    |    |    | 1   |
| Italien                 | 3  | X  | 3  | X  | 6   |
| Japan                   | 3  | X  | 1  |    | 4   |
| Kanada                  | 1  |    | 1  |    | 2   |
| Kasachstan              | 1  |    | 1  |    | 2   |
| Kenia                   | 1  |    |    |    | 1   |
| Kolumbien               | 3  | X  | 1  |    | 4   |
| Kuba                    |    |    | 1  |    | 1   |
| Libyen                  |    |    | 1  |    | 1   |
| Malawi                  |    |    | 1  |    | 1   |
| Malaysia                |    |    | 3  | X  | 3   |
| Mexiko                  | 3  | X  | 1  |    | 4   |
| Moldau                  | 1  |    |    |    | 1   |
| Mongolei                |    |    | 1  |    | 1   |
| Myanmar                 | 1  |    |    |    | 1   |
| Nepal                   |    |    | 1  |    | 1   |
| Niederlande             |    |    | 3  | X  | 3   |
| Nordkorea               | 1  |    |    |    | 1   |
| Norwegen                |    |    | 1  |    | 1   |
| Österreich              | 1  |    |    |    | 1   |
| Polen                   | 1  |    |    |    | 1   |
| Russland                | 3  | X  |    |    | 3   |
| Schweden                | 1  |    |    |    | 1   |
| Simbabwe                |    |    | 1  |    | 1   |
| Slowakei                | 1  |    | 1  |    | 2   |
| Spanien                 | 1  |    | 3  | X  | 4   |
| Südkorea                | 3  | X  | 3  | X  | 6   |
| Thailand                |    |    | 1  |    | 1   |
| Tonga                   | 1  |    | 1  |    | 2   |
| Türkei                  | 1  |    | 1  |    | 2   |
| Ukraine                 | 3  | X  | 1  |    | 4   |
| Venezuela               | 1  |    | 1  |    | 2   |
| Vereinigte Staaten      | 1  |    | 3  | X  | 4   |
| Weißrussland            |    |    | 1  |    | 1   |
| Gesamt: 56 NOKs         | 64 | 12 | 64 | 12 | 128 |